# Луиз Инасиу Лула да Силва
Луис Инасиу Лула да Силва (Лу̀ла) (португ. произношение: [luˈiz iˈnasju ˈlulɐ da ˈsiwvɐ] аудио); е 35-ият и 39-ият президент на Бразилия. Основател и почетен председател на популярната Партия на работниците на Бразилия (на португалски: Partido dos Trabalhadores). Шест пъти участва в президентските избори на страната, като губи през 1989, 1994 и 1998 година.
Избран е за президент на 27 октомври 2002 г., встъпва в длъжност на 1 януари 2003 г. Той е преизбран за втори мандат на 29 октомври 2006.
Поради невъзможност да бъде президент повече от два поредни мандата, на изборите през 2010 г. дава подкрепата си за Дилма Русев, която е с български произход.
От 2015 година Лула да Силва е разследван за корупция като част от мащабно следствие около петролната компания „Петробрас“, като на 4 март 2016 година е задържан за разпити. На 13 юли 2017 е осъден на лишаване от свобода за 9,5 години, но е освободен по-рано.
Отново печели президентски избори и от 01.01.2023 г. изпълнява третия си мандат, като президент на Бразилия.